# Artyom Borovik
Artyom Genrikhovich Borovik (en russe : Артём Ге́нрихович Борови́к ; 13 septembre 1960 – 9 mars 2000) est un journaliste d'investigation russe né en 1960 et mort en 2000 dans un accident d'avion,.

## Jeunesse et éducation
Artyom est le fils du journaliste soviétique Genrikh Borovik, qui a travaillé pendant plusieurs années comme correspondant étranger aux États-Unis.

## Journalisme

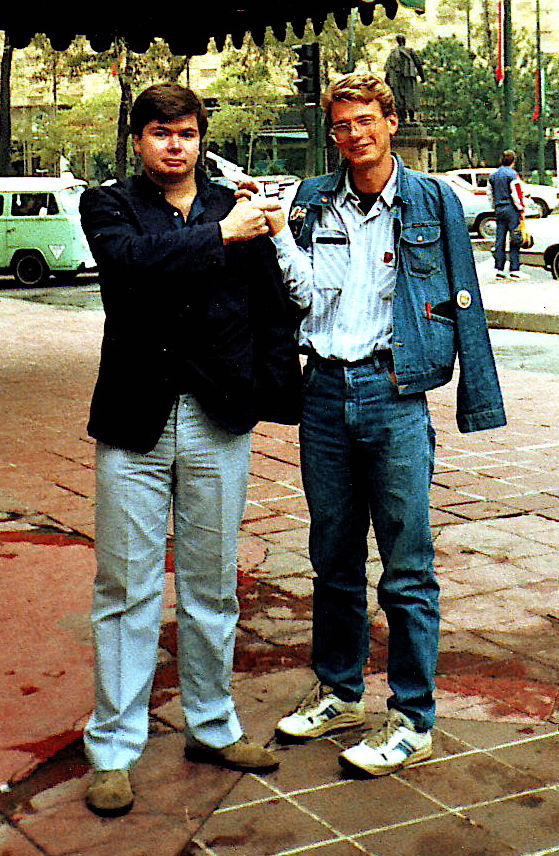
Artyom Borovik (à gauche) en 1989.

Borovik apparait pour la première fois à la télévision soviétique à la fin des années 1980. Il y est l'un des animateurs de Vzglyad, une sorte d'émission satirique regardée chaque semaine par jusqu'à 100 millions de personnes.
Au début de la glasnost, Borovik est un pionnier du journalisme d'investigation en Union soviétique. Dans les années 1990, il travaille pour le programme américain CBS 60 Minutes. Il lance aussi son propre journal d'investigation mensuel Top Secret, qui est devenu une société de médias de masse impliquée dans l'édition de livres et la production télévisuelle. En 1999, Borovik crée (en partenariat avec US News & World Report) un programme d'enquête appelé Versia,.
Ses magazines papiers (Top Secret et Versia) ainsi que son émission télévisée (aussi nommée Top Secret) critiquent ouvertement Vladimir Poutine et évoquent souvent des affaires de corruption impliquant l'élite politique et économique russe. Borovik s'est également opposé aux première et deuxième guerres tchétchènes. Dans l'un de ses derniers articles, il a cité Vladimir Poutine, qui a déclaré: «Il existe trois manières d'influencer les gens: le chantage, la vodka et la menace de tuer.».

## Mort
Borovik est mort dans un accident d'avion à l'aéroport international de Chérémétiévo le 9 mars 2000. L'avion Yakovlev Yak-40 a été affrété par le dirigeant de l'industrie pétrolière tchétchène Ziya Bazhayev pour un vol à destination de Kiev. Les neuf personnes à bord, dont cinq membres d'équipage, ont péri dans l'accident.
L'enquête officielle, menée par l'Interstate Aviation Committee, a conclu à un accident dû à des erreurs (de maintenance et de pilotage) de la part de l'équipage,,.
Selon l'historien Yuri Felshtinsky et le politologue Vladimir Pribylovsky, la mort de Borovik pourrait être liée à so intention de publier des informations sur Vladimir Poutine juste avant les élections présidentielles du 26 mars. Borovik est alors notamment en train d'étudier les affirmations de Vera Poutine,,. Il enquête aussi à cette période sur les attentats à la bombe dans des appartements russes en 1999.
Borovik est enterré au cimetière de Novodievitchi à Moscou.

## Prix Artyom Borovik
Le prix Artyom Borovik a été créé par une organisation caritative nommée en l'honneur d'Artyom Borovik et dirigée par son père Genrikh Borovik. Il récompense « des réalisations créatives exceptionnelles dans le domaine du journalisme indépendant et du journalisme d'investigation dans les médias russes ». Le premier prix est remis en septembre 2001.
- 2001 : Anna Politkovskaïa[14],[15]
- 2002 : Roman Gousarov[16]
- 2007 : Marianna Maksimovskaïa[17]
- 2008 : Alexeï Venediktov[18],[19]
- 2010 : Alexandre Carmen[20]
- 2012 : Roman Anin (ru)[21]

## Œuvre
Borovik a publié plusieurs livres, dont The Hidden War, sur la guerre soviéto-afghane.
- Artyom Borovik. Russe dans l'armée américaine . Hippocrène Books, Inc. 1990.  (ISBN 0-87052-627-8)
- Artyom Borovik. La guerre cachée : le récit d'un journaliste russe sur la guerre soviétique en Afghanistan . Grove/Atlantique, Inc. 1992. (ISBN 0-87113-283-4)